# Daniel Díaz Torres
Pour les articles homonymes, voir Torres.
Daniel Díaz Torres, né le 31 décembre 1948 à La Havane et mort dans cette même ville le 16 septembre 2013, est un réalisateur et scénariste cubain.
Il a réalisé seize films à partir de 1975. Son film Wild Dogs (Jíbaro, 1985) a participé au 14e festival international du film de Moscou. Son film Quiereme y veras remporte le Grand Prix au Festival international de films de Fribourg en 1995.

## Filmographie

### Films de fiction
- 1985 : Jíbaro
- 1986 : Otra mujer
- 1991 : Alicia en el pueblo de Maravillas
- 1994 : Quiéreme y verás
- 1997 : Tropicanita
- 2001 : Hacerse el sueco
- 2007: Camino al Edén
- 2010: Lisanka
- 2012: La película de Ana